# Mancomunitat de Serveis Socials de la Marina Alta
La Mancomunitat de Serveis Socials de la Marina Alta és una mancomunitat de municipis de la comarca del mateix nom. Aglomera 20 municipis i 27.662 habitants, en una extensió de 285,70 km². Actualment (2007) la mancomunitat és presidida per Jose J. Ferrando Soler, del Partit Popular i regidor de l'Ajuntament d'Ondara. Les seues competències són únicament en matèria de serveis socials.
Els pobles que formen la mancomunitat són:
- Alcalalí
- Beniarbeig
- Benigembla
- Benidoleig
- Benimeli
- Castell de Castells
- Xaló
- Llíber
- Murla
- Ondara
- Orba
- Parcent
- Pedreguer
- el Ràfol d'Almúnia
- Sagra
- Sanet i els Negrals
- Tormos
- la Vall de Laguar
- el Verger
- els Poblets